# Liste der Flughäfen in Südkorea
Dies ist eine Liste der Flughäfen in der Republik Korea (Südkorea). Südkorea verfügt über acht internationale Flughäfen und sieben zivile Inlandsflughäfen. Alle Flughäfen mit Ausnahme des Flughafens Incheon werden von Korea Airports Corporation betrieben. Einige dieser Flughäfen werden zum Teil auch militärisch genutzt. Zusätzlich gibt es noch eine Reihe von rein militärisch genutzten Flugplätzen.

## Flughäfen
| Name                        | Name (Koreanisch (Hangul)/Englisch)         | Ort, Provinz                        | ICAO | IATA |
| --------------------------- | ------------------------------------------- | ----------------------------------- | ---- | ---- |
|                             |                                             |                                     |      |      |
| Internationale Flughäfen    |                                             |                                     |      |      |
| Flughafen Cheongju          | 청주국제공항 Cheongju International Airport | Cheongju, Chungcheongbuk-do         | RKTU | CJJ  |
| Flughafen Daegu             | 대구국제공항 Daegu International Airport    | Daegu, Gyeongsangbuk-do             | RKTN | TAE  |
| Flughafen Gimpo             | 김포국제공항 Gimpo International Airport    | Gimpo, Gyeonggi-do                  | RKSS | GMP  |
| Flughafen Incheon           | 인천국제공항 Incheon International Airport  | Incheon, Gyeonggi-do                | RKSI | ICN  |
| Flughafen Jeju              | 제주국제공항 Jeju International Airport     | Jeju, Jeju-do                       | RKPC | CJU  |
| Flughafen Muan              | 무안국제공항 Muan International Airport     | Muan, Jeollanam-do                  | RKJB | MWX  |
| Flughafen Gimhae            | 김해국제공항 Gimhae International Airport   | Busan, Gyeongsangnam-do             | RKPK | PUS  |
| Flughafen Yangyang          | 양양국제공항 Yangyang International Airport | Yangyang, Gangwon-do                | RKNY | YNY  |
| Regionalflughäfen           |                                             |                                     |      |      |
| Flughafen Gunsan            | 군산공항 Gunsan Airport                     | Gunsan, Jeollabuk-do                | RKJK | KUV  |
| Flughafen Gwangju           | 광주공항 Gwangju International Airport      | Gwangju, Jeollanam-do               | RKJJ | KWJ  |
| Flughafen Yeosu             | 여수공항 Yeosu Airport                      | Yeosu, Jeollanam-do                 | RKJY | RSU  |
| Flughafen Pohang            | 포항공항 Pohang Airport                     | Pohang, Gyeongsangbuk-do            | RKTH | KPO  |
| Flughafen Ulsan             | 울산공항 Ulsan Airport                      | Ulsan, Gyeongsangnam-do             | RKPU | USN  |
| Flughafen Wonju             | 원주공항 Wonju Airport                      | Wonju, Gangwon-do                   | RKNW | WJU  |
| Flughafen Sacheon           | 사천공항 Sacheon Airport                    | Sacheon, Gyeongsangnam-do           | RKPS | HIN  |
| Sonstige zivile Flugplätze  |                                             |                                     |      |      |
| Flughafen Jeongseok         | 정석비행장 Jeongseok Airport                | Jeongseok, Jeju-do                  | RKPD | JDG  |
| Militär-Flughäfen           |                                             |                                     |      |      |
| Flughafen Jinhae            | 진해비행장 Jinhae Airport                   | Jinhae, Gyeongsangnam-do            | RKPE | CHF  |
| Flughafen Jeonju            | 전주비행장 Jeonju Airport                   | Jeonju, Jeollabuk-do                | RKJU | CHN  |
| Flughafen Mokpo             | 목포공항 Mokpo Airport                      | Mokpo, Jeollanam-do                 | RKJM | MPK  |
| Flughafen Sokcho            | 속초공항 Sokcho Airport                     | Sokcho, Gangwon-do                  | RKND | SHO  |
| Flughafen Yecheon           | 예천비행장 Yecheon Airbase                  | Landkreis Yecheon, Gyeongsangbuk-do | RKTY | YEC  |
| Militärflugplatz Chungju    | 중원비행장 Jungwon Air Base                 | Chungju, Chungcheongbuk-do          | RKTI |      |
| Militärflugplatz Gangneung  | 강릉공항 Gangneung Air Base                 | Gangneung, Gangwon-do               | RKNN | KAG  |
| Militärflugplatz Pyeongtaek | Pyeongtaek Air Base                         | Pyeongtaek, Gyeonggi-do             | RKSO | OSN  |
| Militärflugplatz Seongmu    | 성무비행장 Seongmu Airport                  | Cheongju, Chungcheongbuk-do         | RKTE |      |
| Militärflugplatz Seosan     | 서산비행장 Seosan Air Base                  | Seosan, Chungcheongnam-do           | RKTP |      |
| Militärflugplatz Seoul      | 서울공항 Seoul Air Base                     | Seoul                               | RKSM | SSN  |
| Militärflugplatz Suwon      | 수원 공군기지 Suwon Air Base                | Suwon, Gyeonggi-do                  | RKSW | SSN  |